# Stenodermatinae
Stenodermatinae — подсемейство млекопитающих семейства листоносых летучих мышей.

## Внешний вид и строение
Рукокрылые небольших и средних размеров с длиной головы и тела от 35 до 100 миллиметров и весом от 5 до 90 граммов. Их мех, как правило, коричневого или серого цвета, иногда белого или чёрного. Несколько видов отличаются яркими полосами на морде и спине. Хвост отсутствует у всех видов.

## Распространение
Живут в тропических и субтропических регионах Центральной и Южной Америки. Их среда обитания в основном леса или луга, в сухих местностях они отсутствуют.

## Образ жизни
Активны ночью. Многие виды днюют на деревьях или в кустарниках, но некоторые предпочитают полые бревна, пещеры или искусственные укрытия. Питаются в основном фруктами. Некоторые виды потребляют также нектар, пыльцу и насекомых.

## Систематика
- Ametrida
  - Малый складчатоморд (Ametrida centurio)
- Ardops
  - Доминиканский листонос (Ardops nichollsi)
- Ariteus
  - Фигоядный листонос (Ariteus flavescens)
- Фруктоядные листоносы (Artibeus)
  - Колумбийский фруктоядный листонос (Artibeus amplus)
  - Листонос Андерсена (Artibeus anderseni)
  - Ацтекский листонос (Artibeus aztecus)
  - Artibeus bogotensis
  - Серый листонос (Artibeus cinereus)
  - Гвианский листонос (Artibeus concolor)
  - Бахромчатый листонос (Artibeus fimbriatus)
  - Листонос Энтони (Artibeus fraterculus)
  - Серебристый листонос (Artibeus glaucus)
  - Artibeus gnomus
  - Мохнатый фруктоядный листонос (Artibeus hirsutus)
  - Artibeus incomitatus
  - Гондурасский листонос (Artibeus inopinatus)
  - Ямайский листонос (Artibeus jamaicensis)
  - Большой фруктоядный листонос (Artibeus lituratus)
  - Тёмный фруктоядный листонос (Artibeus obscurus)
  - Буроухий листонос (Artibeus phaeotis)
  - Плосколицый листонос (Artibeus planirostris)
  - Artibeus rosenbergi
  - Тольтекский листонос (Artibeus toltecus)
  - Artibeus watsoni
- Centurio
  - Складчатомордый листонос (Centurio senex)
- Большеглазые листоносы (Chiroderma)
  - Восточнобразильский листонос (Chiroderma doriae)
  - Гуаделупский листонос (Chiroderma improvisum)
  - Листонос Сальвина (Chiroderma salvini)
  - Малый большеглазый листонос (Chiroderma trinitatum)
  - Венесуэльский листонос (Chiroderma villosum)
- Ectophylla
  - Белый листонос (Ectophylla alba)
- Enchisthenes
  - Листонос Харта (Enchisthenes hartii)
- Mesophylla
  - Листонос Макконнелла (Mesophylla macconnelli)
- Phyllops
  - Серпокрылый листонос (Phyllops falcatus)
- Белополосые широконосы (Platyrrhinus)
  - Platyrrhinus albericoi
  - Platyrrhinus angustirostris
  - Platyrrhinus aquilus
  - Широконос Эльдорадо (Platyrrhinus aurarius)
  - Короткомордый широконос (Platyrrhinus brachycephalus)
  - Колумбийский широконос (Platyrrhinus chocoensis)
  - Эквадорский широконос (Platyrrhinus dorsalis)
  - Platyrrhinus fusciventris
  - Широконос Хеллера (Platyrrhinus helleri)
  - Platyrrhinus incarum
  - Буроватый широконос (Platyrrhinus infuscus)
  - Platyrrhinus ismaeli
  - Белополосый широконос (Platyrrhinus lineatus)
  - Platyrrhinus masu
  - Platyrrhinus matapalensis
  - Platyrrhinus nigellus
  - Platyrrhinus nitelinea
  - Бразильский широконос (Platyrrhinus recifinus)
  - Зонтичный широконос (Platyrrhinus umbratus)
  - Большой широконос (Platyrrhinus vittatus)
- Pygoderma
  - Ипанемский листонос (Pygoderma bilabiatum)
- Sphaeronycteris
  - Сферониктерис (Sphaeronycteris toxophyllum)
- Stenoderma
  - Красный фруктоядный листонос (Stenoderma rufum)
- Желтоплечие листоносы (Sturnira)
  - Листонос Аратотомаса (Sturnira aratathomasi)
  - Двурезцовый листонос (Sturnira bidens)
  - Боготский листонос (Sturnira bogotensis)
  - Мохнатый желтоплечий листонос (Sturnira erythromos)
  - Sturnira koopmanhilli
  - Желтоплечий листонос (Sturnira lilium)
  - Горный желтоплечий листонос (Sturnira ludovici)
  - Листонос Льюиса (Sturnira luisi)
  - Большой желтоплечий листонос (Sturnira magna)
  - Sturnira mistratensis
  - Таламанканский листонос (Sturnira mordax)
  - Малый желтоплечий листонос (Sturnira nana)
  - Sturnira oporaphilum
  - Sturnira perla
  - Sturnira sorianoi
  - Желтоплечий листонос Томаса (Sturnira thomasi)
  - Тринидадский листонос (Sturnira tildae)
- Листоносы-строители (Uroderma)
  - Листонос-строитель (Uroderma bilobatum)
  - Большемордый листонос (Uroderma magnirostrum)
- Желтоухие листоносы (Vampyressa)
  - Желтоухий листонос Добсона (Vampyressa bidens)
  - Гвианский желтоухий листонос (Vampyressa brocki)
  - Листонос Мелиссы (Vampyressa melissa)
  - Полосатый желтоухий листонос (Vampyressa nymphaea)
  - Малый желтоухий листонос (Vampyressa pusilla)
  - Vampyressa thyone
- Vampyrodes
  - Полосатолицый широконос (Vampyrodes caraccioli)